# Brita Olofsdotter
Brita Olofsdotter (muerta en 1569), fue una soldado finlandesa de la caballería sueca. Es probablemente la primera mujer soldado confirmada en Suecia, así como el primer ejemplo confirmado en los países escandinavos del fenómeno histórico antiguo de mujeres que adoptaban identidades masculinas para obtener acceso a profesiones y roles entonces prohibidos a su género.   
Olofsdotter era de Finlandia y viuda de Nils Simonsson. Se disfrazó de hombre y se alistó durante la Guerra de Livonia, donde  sirvió en la caballería y fue muerta en batalla. El 16 de junio de 1569, Juan III de Suecia ordenó a Gabriel Christiensson investigar el asunto, y dio orden de que su salario restante fuera pagado a su familia. 